# جوناثان ريختر
جوناثان ريختر (بالدنماركية: Jonathan Richter)‏ (16 يناير 1985 - ) هو لاعب كرة قدم دانمركي في مركز الوسط. لعب مع نادي نوردشيلاند.

## وصلات خارجية
- جوناثان ريختر على موقع قاعدة بيانات كرة القدم.إي يو (الإنجليزية)
- جوناثان ريختر على موقع عالم كرة القدم.نت (الإنجليزية)